# أحادي نتريد الفسفور
أحادي نتريد الفسفور هو مركب كيميائي من النتروجين والفوسفور صيغته PN، وهو كيميائياً نتريد للفسفور الثلاثي.
يوجد هذا المركب فقط في الحالة الغازية عند درجات حرارة مرتفعة.

## التحضير
يستحصل على أحادي نتريد الفسفور من التفكك الحراري لمركب خماسي نتريد ثلاثي الفوسفور عند درجات حرارة تصل إلى 800 °س:
{\displaystyle \mathrm {P_{3}N_{5}\longrightarrow 3\ PN+N_{2}} }

## الوفرة
جرى الكشف على وجود هذا المركب في الوسط بين النجمي اعتماداً على طيفه الدوراني؛ كما عثر عليه في الغلاف الجوي لكوكبي زحل والمشتري.

## الخواص
لا يوجد هذا المركب إلا في الحالة الغازية، وهو غير مستقر، إذ سرعان ما يتفكك إلى عناصره المكونة له من النتروجين والفوسفور.